# 9e bataillon de chars de combat
Le 9e bataillon de chars de combat (9e BCC) est une unité de chars de l'armée française créée en 1939. Pendant la bataille de France de mai 1940, le bataillon perd ses chars de combat à Dunkerque. Replié avec ses équipages, le bataillon est dissout fin juin.

## Historique
Le 9e BCC  est créé à Verdun fin août 1939 à partir du Ier bataillon du 511e régiment de chars de combat, équipé de chars Renault R35.
Du 9 au 11 septembre 1939, les chasseurs du 9e BCC sont engagés dans l'offensive de la Sarre avec la 4e armée. Fin septembre 1939, il est affecté à la 5e armée (dont les chars sont commandés par le colonel de Gaulle.
En janvier 1940, il est affecté à la 7e armée dans le Pas-de-Calais. Le 11 mai 1940, selon les prévisions du plan Dyle, il embarque en train pour la Belgique envahie par les Allemands. Le 14, il est à Kalmthout. Le 17, il est envoyé en Hollande pour défendre la région de Terneuzen en cas d'attaque allemande par la mer. Le 18, il est renvoyé vers la Belgique pour rembarquer en train vers la France. Faute de trains à Eeklo le 18, il part de Torhout le 19. Par manque de wagons, l'échelon à roues, dont le chef de bataillon Gauthier, n'est pas embarqué et fait mouvement par la route, séparé du reste du bataillon. L'échelon de combat arrive à Béthune le 21, sans être rejoint par l'échelon à roues.
Pendant leur repli vers l'ouest, les R35 du 9e, ainsi que ceux du 22e, combattent à Saint-Hilaire-Cottes les SS de la SS-Division Verfügungstruppe le 23 mai. Les chars en queue de colonne bousculent les Allemands, faisant plusieurs prisonniers, mais sont finalement bloqués par les antichars allemands et eux-mêmes faits prisonniers. La tête de colonne rencontre d'autres SS de la même division à Aire-sur-la-Lys. Les Allemands sont surpris par l'uniforme des tankistes français et les prennent pour des Allemands, tandis que les hommes du 9e BCC qui ne comprennent eux-mêmes la nationalité des Allemands que lorsque ceux-ci viennent discuter. Avec un petit détachement du 6e régiment de tirailleurs marocains, les chasseurs infligent de lourdes pertes aux SS et détruisent leur parc automobile. Puis les SS parviennent à mettre en batterie leurs antichars et détruisent les chars français qui n'ont pas quitté la ville. Après ces deux batailles, le bataillon est réduit à 11 chars.
Se repliant vers Dunkerque, les survivants du bataillon détruisent leur matériel le 28 avant d'embarquer le lendemain sur L'Impétueuse. Ils rejoignent l'échelon à roues qui s'était replié à Évreux. Les hommes du bataillon, sans chars, se replient vers le sud jusqu'à Auch où le bataillon est dissous à la fin du mois de juin 1940.

## Ordre de Bataille
Les officiers sont les suivants :
- Commandant : chef de bataillon Gauthier
- Compagnie d'échelon : capitaine Blondelet
- 1re compagnie : capitaine Ullmann
- 2e compagnie : capitaine Braillon
- 3e compagnie : capitaine de Sévelinges

Un char est directement affecté au chef de bataillon. Chaque compagnie de combat possède en théorie un char de commandement, une section d'échelon et quatre sections de trois chars. La compagnie d'échelon regroupe six chars. Le 10 mai 1940, le 9e BCC ne dispose cependant que de 42 chars (et non 45).

## Insigne

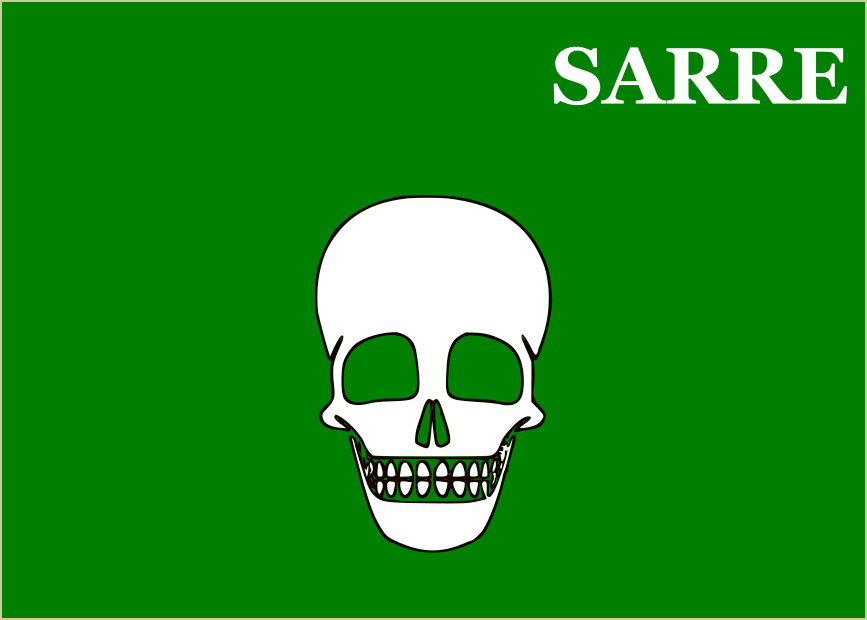
Le drapeau du 9e BCC, offert par les fonderies de Pont-à-Mousson vers la fin de l'année 1939.

L'insigne, choisi par le commandant Gauthier, représente une tête de mort.

## Marquages des chars
Selon le système standard des bataillons de chars de combat, les chars du 9e BCC sont marqués d'as. Les as bleus (lisérés de blanc) indiquent la 1re compagnie, les as blancs (liserés de couleurs vives) la 2e et les as rouges (liserés de blanc) la 3e. Les chars de la 1re section de chaque compagnie reçoivent un as de pique, ceux de la 2e section un as de cœur, ceux de la 3e section un as de carreau et ceux de la 4e section un as de trèfle.